# バンバーガー転位
バンバーガー転位（バンバーガーてんい、 Bamberger rearrangement）とは、有機化学における転位反応の一種。N-フェニルヒドロキシアミンに強い鉱酸を作用させ、4-アミノフェノールを得る反応である。
この反応は、1894年に E. Bamberger により最初の報告がなされた
バンバーガー転位の機構は、下の図のように考えられている。
N-フェニルヒドロキシアミン (1) あるいは共役酸の 2 から、酸素がプロトン化された 3 が生じ、そこから脱水が起こるとニトレニウムイオン 4 となる（ニトレニウムとは、2配位の窒素カチオンのこと）。4が発生すると、その芳香環のパラ位へ水分子が速やかに付加し、生成物の 4-アミノフェノール (5) となる。すなわち、この転位反応は分子間転位であり、生成物のヒドロキシ基は、基質 1 の窒素上にあったヒドロキシ基とは異なる。